# 100 Balas

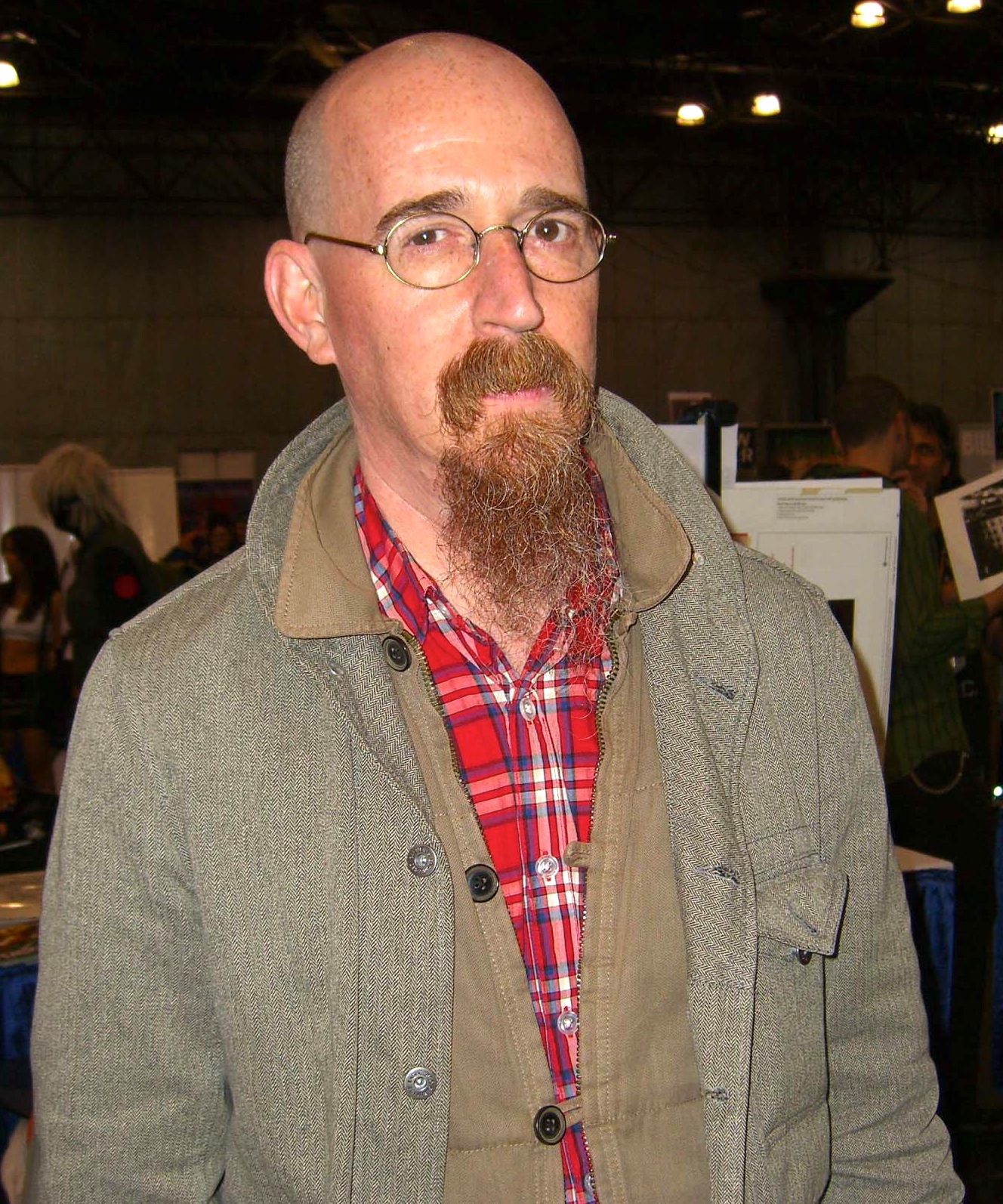
Brian Azzarello

100 Balas (100 Bullets, no original) é uma série de revistas em quadrinhos publicada originalmente pela editora americana DC Comics, através de sua linha editorial Vertigo. Escrita por Brian Azzarello e ilustrada por Eduardo Risso, teve 100 edições publicadas entre 1999 e 2009, acumulando várias indicações ao Eisner Awards e ao Harvey Awards.
O enredo segue um homem conhecido como agente Graves, que entrega maletas para pessoas injustiçadas e alquebradas pelo destino. Dentro das valises, uma arma, 100 cápsulas de munição não rastreáveis e as provas incontestáveis contra quem arruinou a vida do presenteado, concedendo carta branca para se vingar dos culpados de suas tragédias.